# مایک لوکوویچ
مایک لوکوویچ (انگلیسی: Maik Łukowicz؛ زادهٔ ۱ فوریهٔ ۱۹۹۵) بازیکن فوتبال اهل آلمان است.
از باشگاه‌هایی که در آن بازی کرده‌است می‌توان به باشگاه فوتبال هانزا روستوک اشاره کرد.
وی همچنین در تیم ملی فوتبال زیر ۲۰ سال لهستان بازی کرده‌است.